# Grzeszna miłość (film 2001)
Grzeszna miłość (oryg. Original Sin) – amerykańsko-francuski thriller erotyczny z 2001 roku na podstawie powieści Cornella Woolricha Waltz into darkness. Jest to remake francuskiego filmu Syrena z Missisipi François Truffaut.

## Główne role
- Antonio Banderas – Luis Antonio Vargas
- Angelina Jolie – Julia Russell
- Thomas Jane – Walter Downs
- Jack Thompson – Alan Jordan
- Gregory Itzin – Pułkownik Worth
- Allison Mackie – Augusta Jordan
- Joan Pringle – Sara
- Cordelia Richards – Emily Russell

## Nagrody i nominacje
Złota Malina 2001
- Najgorsza aktorka – Angelina Jolie (nominacja)